# Pernebe
Pernebe foi príncipe e sacerdote do Antigo Egito, que viveu no início da II dinastia (r. 2890–2686 a.C.). Seu nome e títulos aparecem grafados em impressões de selos na tumba da galeria associada a dois faraós (Boco e Queco), sendo incerto de quem era filho. Nas impressões é registrado como filho do faraó (em egípcio: s3-njsw.t) e sacerdote de Sopedu (Jrj-ẖt-Spd.w), um deus raramente citado no começo do Antigo Egito. Seu centro de culto estava no Delta Oriental, na cidade de Ipetju, cuja localização é desconhecida. Não se sabe também onde Pernebe foi sepultado.